# Psilocharis dahmsi
Psilocharis dahmsi är en stekelart som beskrevs av John M. Heraty 1994. Psilocharis dahmsi ingår i släktet Psilocharis och familjen Eucharitidae.
Artens utbredningsområde är Papua Nya Guinea. Inga underarter finns listade i Catalogue of Life.